# Francesco Salviati
Francesco Salviati (1443 – 1478) was de aartsbisschop van Pisa (Italië) en werd bekend door zijn betrokkenheid bij de Pazzi-samenzwering.

## Biografie
Francesco was een lid van de Salviati-familie, een bankiersfamilie in Florence. Door huwelijken binnen zijn familie was hij indirect verbonden met de families Riario, Pazzi en de’ Medici.
Hij stond bekend als levensgenieter (waaronder een fervent gokker) die uit was op macht, die hij trachtte te verkrijgen binnen een kerkelijke functie. In 1464 vertrok hij naar Rome, waar hij onder de hoede kwam van Francesco della Rovere, de latere paus Sixtus IV. Aan laatstgenoemde had hij zijn wijding tot aartsbisschop van Pisa in 1475 te danken, een aanstelling als provocatie tegen Lorenzo de' Medici van Florence.
In 1478 was Francesco een van de spilfiguren in de Pazzi-samenzwering, die tot doel had de macht van de Medici omver te werpen. Bij de opstand (op 26 april van dat jaar) was het Francesco, die samen met andere leden van de Salviati familie optrokken naar het Palazzo Vecchio om daar de Gonfaloniere en de Signoria (de bestuurders van Florence) op te pakken en eventueel om te brengen. Deze poging mislukte echter en Francesco werd vermoord en opgehangen, samen met anderen, aan de gevel van het Palazzo Vecchio.
- Gemeinsame Normdatei: 129067202
- Virtual International Authority File: 69998418
- WorldCat: E39PBJm4XXFQdVPmHP83BKxRrq